# Liste der Äbtissinnen und Äbte von Waldsassen

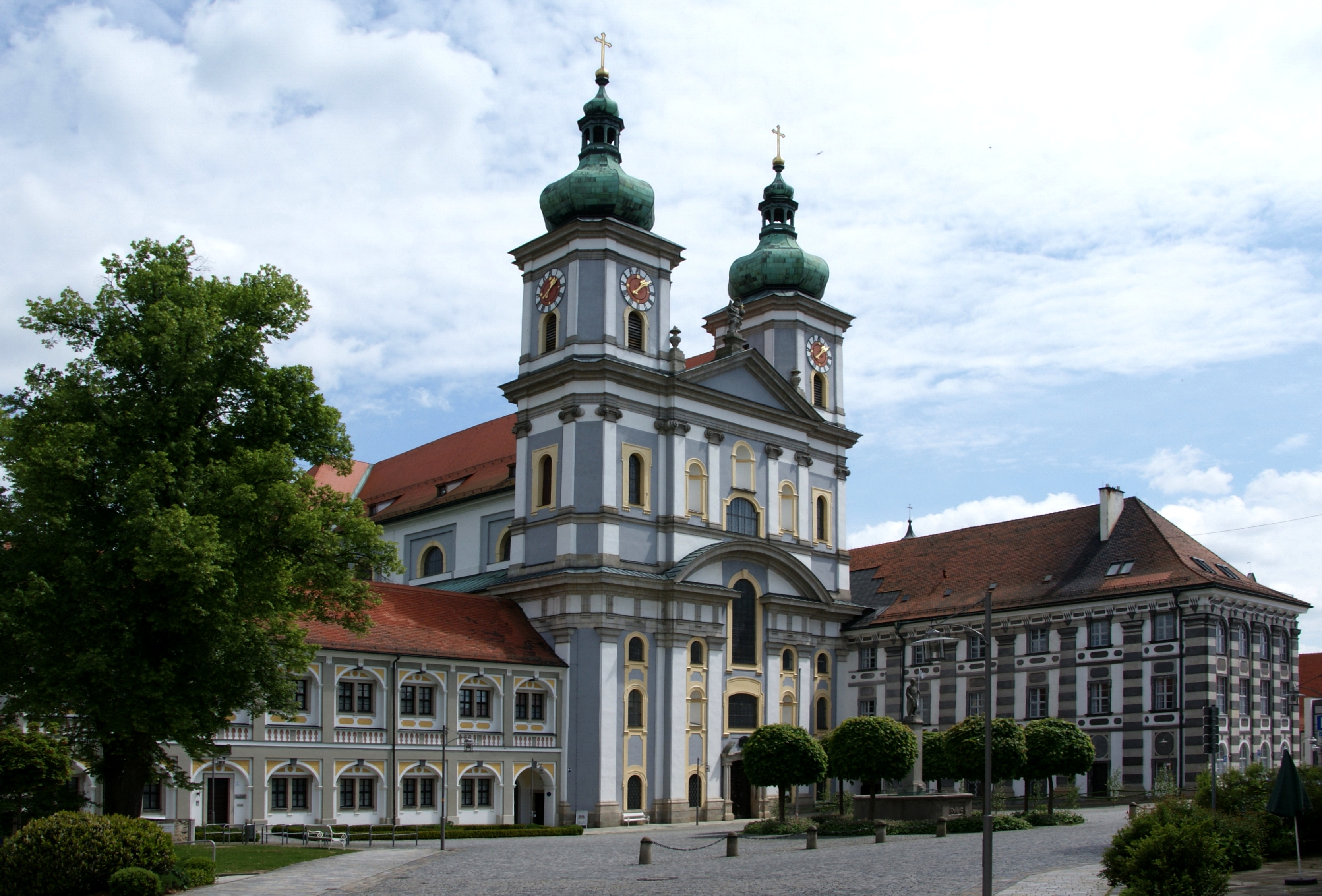
Stiftsbasilika Waldsassen

Die Liste der Äbtissinnen und Äbte von Waldsassen enthält die Namen der Äbtissinnen und Äbte des Klosters Waldsassen von seiner Gründung bis zur Gegenwart. Die Abfolge der Äbte und der Äbtissinnen lässt sich anhand der Klostergeschichte in drei Phasen gliedern. Diepold III. von Vohburg gelang mit der Gründung des Klosters der Landausbau und die Kultivierung im Egerland an den Grenzen seines Einflussbereiches. Aus dem Streubesitz, mit teils selbst neu gegründeten Orten – z. B. im Schönbacher Ländchen – formte sich allmählich mit dem Stiftland ein weitgehend geschlossenes Territorium. Mit Abt Georg III. Agmann endete zunächst als Folge der Reformation das Klosterleben; die Herrscher der angrenzenden Oberpfalz übernahmen den Besitz. Mit dem Ende des Dreißigjährigen Krieges und der Rekatholisierung gab es einen Neuanfang des Klosters. Bedeutende Bauten und Kunstwerke wurden geschaffen, die die Zeiten weitgehend überdauerten. Unter Abt Albert Hausner wurden die Stiftsbasilika Waldsassen und die Dreifaltigkeitskirche Kappl vollendet. Unter Abt Eugen Schmid entstand die Stiftsbibliothek in ihrer jetzigen Gestalt. Der Erwerb von Katakombenheiligen wurde vorangetrieben. In der Zeit der Aufklärung und mit der Säkularisation in Bayern fand das Klosterleben 1803 ein jähes Ende. Etwa 60 Jahre später gelang es durch die Initiative des Regensburger Bischofs Ignatius von Senestrey, das Kloster von Seligenthal aus neu zu besiedeln. Die 1925 gewählte erste Äbtissin Richmunda Herrnreither engagierte sich wie ihre Nachfolgerinnen für die Bewahrung des umfangreichen kulturellen Erbes. Bei der Missionierungsarbeit in Bolivien setzten die Zisterzienserinnen mit dem Kloster Apolo und später mit dem Colegio Ave Maria in La Paz neue Akzente.

## Äbte von der Gründung bis zur Reformation (1136–1537)

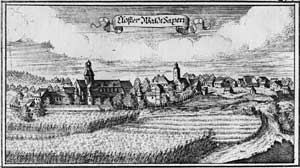
Stich mit einer Ansicht des Klosters von 1687

Die Liste orientiert sich an der Arbeit von Rudolf Langhammer, ergänzende Angaben wurden mit Quellenangaben versehen. Abweichend von Langhammer beginnt in der Festschrift des Stiftlandmuseums Waldsassen die Zählung der Äbte bereits mit den wohl ab 1133 vom Mutterkloster Volkenroda eingesetzten Heinrich, Ulrich und Adeodat und es werden die bis zum Anfang des 15. Jahrhunderts möglichen Varianten der Eingrenzung von Amtszeiten, vor allem abhängig von der Unschärfe bei der Bestimmung von Monaten oder Tagen um die Jahreswechsel oder den unterschiedlichen, teils fehlerhaften Überlieferungen, angeführt. Unter den Quellen, die Langhammer verwertet hat, befinden sich die Chronisten und Äbte Johannes III. von Elbogen und Johannes IV. Grübel. Spätere Nachrichten stammen beispielsweise von dem Humanisten und Geschichtsforscher Kaspar Brusch.
Für die Chronik der Klostergeschichte und die damit verbundene Abfolge der Äbte und Äbtissinnen gibt es kein Gesamtwerk über alle drei Phasen der Klostergeschichte. Die Stadtarchivare von Cheb (Eger) Heinrich Gradl, Karl Siegl und Heribert Sturm berühren in ihren Publikationen über den heutigen deutsch-tschechischen Grenzraum immer wieder die Geschichte Waldsassens. Eine Erforschung, wie es das Projekt Germania Sacra z. B. mit Alfred Wendehorst über die Bischöfe von Würzburg verwirklicht, gibt es für das Kloster oder das zugehörige Bistum Regensburg nicht. Die Chronik von Rudolf Langhammer, die 1936 erschien, behandelt ausführlich die erste Phase der Klostergeschichte. Trotz der Zeit des Nationalsozialismus und entsprechender öffentlicher Positionierung zum Sudetenland stellt er die Entwicklung sachlich ausgewogen dar. Der von ihm geplante zweite Band zur Klostergeschichte ist nicht erschienen.
Die Äbte von Waldsassen waren teilweise vor oder nach ihrer Wirkenszeit in Waldsassen Äbte anderer Klöster, besonders häufig der Tochterklöster Waldsassens. Diese waren Sedletz mit Königsaal und Skalitz, die angegliederten Klöster Walderbach und Maschau sowie Osek mit St. Bernhard (1232–1234). Während Kloster Waldsassen in seiner Gründerzeit zur Kultivierung des Egerlandes beitrug und beispielsweise im Schönbacher Ländchen zahlreiche Dörfer gründete, gelangte es im Laufe der Zeit zu einem weitgehend abgeschlossenen territorialen Besitz, dem Stiftland. Zur Wahrung der Autonomie der Fürstabtei und zur Verteidigung des Stiftlandes trugen der befestigte Ort Tirschenreuth mit der Stadtburg und die Burgen Falkenberg, Altneuhaus, Neuhaus, Schwarzenschwall, Waldershof, Hardeck, Liebenstein und Schönficht bei. Von nachhaltiger wirtschaftlicher Bedeutung waren Anlagen wie das Steinhaus in der Freien Reichsstadt Eger und der Fischhof in Tirschenreuth.
Dem letzten Abt Georg III. Agmann folgten die Administratoren Johannes von Weeze und Heinrich Rudolf von Weeze. Der Pfalzgraf Reichard folgte als Administrator des Stiftlands 1560, damit war das Kloster aber noch nicht von der Pfalz annektiert. Das passierte 1571, als sich Reichard mit seinem Bruder Friedrich III. über eine Neuaufteilung der Besitztümer einigte. Erst jetzt begann die 50-jährige unmittelbare Herrschaft der Pfalzgrafen und Kurfürsten von der Pfalz. Als Folge des Dreißigjährigen Krieges verlor Friedrich V. die Oberpfalz an Maximilian I., die damit zum Kurfürstentum Bayern gehörte.
| Nr. | Name                       | Amtszeit       | Anmerkung |
| --- | -------------------------- | -------------- | --- |
| 01  | Gerlach                    | 1136–1165      | Den eigentlichen Äbten gingen Heinrich, Ulrich und Adeodat als vom Mutterkloster Volkenroda bestimmte Leiter der Vorbereitungsarbeiten voraus. Stifter des Klosters war Diepold III. von Vohburg, der damit den Landausbau und die Kultivierung an den Grenzen seines Einflussbereiches vorantrieb. |
| 02  | Daniel                     | 1165–1194      | Von Daniel sind einzelne Schriften in Fragmenten erhalten. Er fertigte eine als Vocabularium Papiae bezeichnete Abschrift von Werken Papias, die beim Verfassen der Waldsassener Chronik 1507 noch vollständig erhalten waren. |
| 03  | Erkenbert                  | 1194/1196–1212 | |
| 04  | Hermann                    | 1212–1220      | Nach Kaspar Brusch wurde Hermann erst 1214 gewählt; er starb 1222 im Kloster Cîteaux. 1217 erwirbt er den Gutsbezirk (praedium) Tirschenreuth von den Ortenburgern im Tausch, 1219 entstand die erste Anlage des Fischhofes bei Tirschenreuth. |
| 05  | Eberhard                   | 1220–1246      | |
| 06  | Johannes I.                | 1246–1266      | 1263 erwirbt das Kloster die Burg Waldershof von den Landgrafen von Leuchtenberg und in den folgenden Jahren auch die umliegenden Dörfer. |
| 07  | Giselbert                  | 1267–1270      | Giselbert war zunächst Mönch in Waldsassen, dann Abt von Osek, bis er als Abt nach Waldsassen zurückberufen wurde. Außerdem war er Abt des Klosters Kamp. |
| 08  | Lambert                    | 1270–1274      | |
| 09  | Johannes II.               | 1274–1286      | |
| 10  | Theoderich                 | 1286–1302      | Theoderich wurde aus dem Kloster Osek berufen und war ein Berater des Königs Wenzel II. Er unterstützte die Gründung des Klosters Königsaal von Sedletz aus. Zwischen 1290 und 1314 erwirbt das Kloster das spätere Marktredwitz und die umgebenden Ortschaften. Um 1300 gelangte die Burg Falkenberg in den Besitz des Klosters. Als Abt resignierte er vorzeitig. |
| 11  | Otto                       | 1302–1304      | 1302 kauft das Kloster die Burg Falkenberg. Otto wirkte nach Bruschius abweichend von 1306 bis 1308. |
| 12  | Heinrich Heidenreich       | 1304           | Heinrich war Abt von Sedletz, nach zwei Monaten in Waldsassen kehrte er in dieses Amt zurück. Das Kloster Sedletz hatte unter seiner langen Wirkenszeit eine Blütezeit, nicht zuletzt aufgrund von Silberfunden im nahen Kuttenberg. |
| 13  | Udalrich                   | 1304–1310      | Udalrich stammte aus dem Kloster Königssaal, wo er nach seiner Rückkehr die Leitung des Weinkellers übernahm. |
| 14  | Johannes III.              | 1310–1323      | Johannes III. war der erste Abt aus dem Egerland. Er war mit dem Königsaaler Abt Peter von Zittau befreundet und zählte zu den Unterstützern von Johann von Böhmen. Er selbst war der älteste Chronist des Waldsassener Klosters. Es kam zu kleineren Fehden mit Familienmitgliedern der von Haslau und der Rorer. Der Nürnberger Burggraf Friedrich IV. verwüstete das Kloster. Der Ort Schönbach wurde 1319 zur Stadt erhoben. Johannes erwarb Schloss Hardeck und zog sich nach seiner Amtsniederlegung dorthin zurück. |
| 15  | Johannes IV. Grübel        | 1323–1337      | Johannes IV. war zunächst Abt von Osek und wurde nach dem Tod seines Vorgängers nach Waldsassen berufen. Er stand in der Gunst von Königin Elisabeth von Böhmen, die dem Kloster kostbare Schenkungen machte. Nach dem Sprachenforscher Johann Andreas Schmeller ist er der Verfasser der fundatio latinalis, eines Gedichts mit Reimen in deutscher Sprache über die Entstehungsgeschichte des Klosters. In seine Amtszeit fällt die zweite Lengenfelder Fehde. Die Brüder Cunrad und Heinrich von Lengenfeld werden nach der Schlichtung durch den Landgrafen von Leuchtenberg dazu gezwungen, ihren gesamten Besitz an das Kloster Waldsassen zu veräußern. Heinrich von Lengenfeld erscheint 1335 als Richter zu Leuchtenberg und quittiert in diesem Jahr Bischof Nycla von Regensburg „fünfthalb pfunt Regenspurger pfennig“ für geleistete Dienste (HSTA München Urk. 334). |
| 16  | Franz Kübel                | 1337–1349      | Die Wirkenszeit von Franz war verbunden mit einer Phase des Niedergangs und der Verschuldung des Klosters. Rüdiger von Sparneck erwarb 1348 mit dem Schönbacher Ländchen umfangreichen Klosterbesitz, einige Orte verdanken diesem Kauf ihre erste urkundliche Erwähnung. Oppositionelle Klosterbrüder wählten Nikolaus Heckel aus Eger zum Abt, was ein Visitator aus Morimond rückgängig machte, aber Franz wurde von den Klosterbrüdern wegen Verschwendung abgesetzt. 1342 muss das Kloster das spätere Marktredwitz an die Stadt Eger verkaufen. |
| 17  | Heinrich I. Rulb           | 1349–1357      | Heinrich I. stammte aus dem Kloster Sedletz, wohin er nach seiner Resignation zurückkehrte. Als Abt gelang es ihm, die Schuldenlast zu mildern, was er durch umfangreiche Verkäufe und Verpfändung von Gütern und Dörfern erreicht. |
| 18  | Nikolaus I. Steinkelner    | 1357–1360      | Nikolaus I. stammte aus Eger, wurde in Waldsassen erzogen und nach Sedletz entsandt. Heinrich I. Rulb rief ihn als seinen Nachfolger nach Waldsassen zurück. In seiner kurzen Amtszeit verbesserte er die wirtschaftliche Situation des Klosters weiter. |
| 19  | Nikolaus II.               | 1360–1362      | Nikolaus II. stammte aus Tachau. Er starb auf einer Reise nach Prag. |
| 20  | Johannes V. von Wirsberg   | 1363–1371      | Johannes V. war der einzig bekannte adelige Abt, die Familie von Wirsberg war im fränkisch-böhmischen Grenzraum begütert. |
| 21  | Konrad I. Heidenreich      | 1371–1393      | Der Raubritter Friedrich von Neuberg gestand 1382 auch verschiedene Übergriffe auf Besitz des Klosters. Sein umfassendes Geständnis unter Folter wurde im Egerer Buch der Gebrechen niedergeschrieben. Nach verhältnismäßig langer Amtszeit resignierte Konrad I. |
| 22  | Konrad II.                 | 1393–1417      | Die häufigen Reisen von Konrad II. als Berater oder Teilnehmer am Konzil von Konstanz führten nach Beschwerden von Klosterbrüdern zur Ernennung von Bartholomäus Ermesreither zum neuen Abt. Erst die Konzilsväter in Konstanz verfügten 1415 Bartholomäus zum Koadjutor des alternden Konrad II. und die Abfindung des inzwischen eingesetzten Johannes (VI.) Gold. Zeitweise gab es drei Äbte für Waldsassen, Bartholomäus wurde von Eger gestützt, während Konrad mit den Pfalzgrafen verbündet war. 1414 wurden die Pfalzgrafen von König Sigismund als Vögte des Stifts eingesetzt. |
| 23  | Nikolaus III. Eppenreither | 1417–1433      | Nikolaus III. stand in der Zeit der Hussitenkriege im regelmäßigen Kontakt mit dem Egerer Rat. Zur Bedrohung wurden zunächst aber nicht die Hussiten, sondern eine Fehde mit dem Ritter Hynko Kruschina von Schwanberg, der offenbar die Wirren des Bürgerkrieges für sich ausnutzte. 1430 plünderte er das Kloster und die zugehörigen Ortschaften. |
| 24  | Johannes VI. Wendel        | 1433–1461      | Im ersten Jahr seiner Amtszeit kam es zu den bereits länger befürchteten Übergriffen der Hussiten. Hussitenführer Jakoubek von Vřesovice plünderte das Kloster ausgiebig, wobei Personen offenbar nicht zu Schaden kamen. Dennoch erholte sich das Kloster rasch, nicht zuletzt aufgrund seiner Förderer. Auf das Jahr 1433 gehen die bescheidenen Anfänge der Stiftsbibliothek Waldsassen zurück. Johannes VI. und sein Nachfolger trugen erheblich zur territorialen Abrundung des Klosterbesitzes bei, womit die Bezeichnung Stiftland namensprägend wurde, 1442 wurde die Probstei Hohenstein vom Kloster Reichenbach gekauft. |
| 25  | Nikolaus IV. Peisser       | 1461–1479      | Nikolaus IV. Peisser stammte aus Eger. Er gilt neben seinem Vorgänger Johannes VI. Wendel als Abt, der zur territorialen Abrundung des Klosterbesitzes und zur Bildung des Stiftlandes beigetragen hat. Er wurde von Heinrich von Plauen zu einer Hochzeitszeremonie nach Königswart bestellt, wo er verstarb. |
| 26  | Udalrich II. Birker        | 1479–1486      | In einer Serie von Missernten im Stiftsgebiet zog sich Udalrich II. Kritik zu, als er die gesamten Getreidevorräte des Klosters veräußerte und den Erlös in neue Paramenten und überfällige Renovierungsmaßnahmen investierte. Nach seiner Resignation zog er sich auf Schloss Falkenberg zurück. |
| 27  | Erhard I. Jakobi           | 1486–1493      | Erhard I. studierte in Leipzig und war zuvor bereits Abt von Sedletz. Wegen seiner strengen Führung zog er sich den Unmut der Klosterbrüder zu und sah sich gezwungen, zu resignieren. Er zog sich zunächst in das Steinhaus in Eger zurück, war anschließend drei Tage Abt des Klosters Skalitz und kehrte 1503 nach Waldsassen zurück. Er entschädigt 1491 die „Beidler“ aus Dürnkonreuth, Verwandte der „Lengenfelder“ für eine,bei der Dammaufschüttung des Rothenbürger Weihers „verschütt und ertrenkt“ gegangene Wismadt.(STAAM, Kloster Waldsassen Urk.889) |
| 28  | Erhard II. Spede           | 1493–1494      | |
| 29  | Georg I. Engel             | 1494–1512      | Die Bündnisse des Landshuter Erbfolgekrieges verwickelten das Kloster in die Auseinandersetzungen, bei denen auch der benachbarte Markgraf Friedrich II. Partei ergriff. 1504 wurde das Kloster und die zugehörigen Dörfer durch den markgräflichen Hauptmann Alexander von Lüchau und Balthasar Pybriczs gebrandschatzt und verwüstet. Der Abt und einige seiner Anhänger waren nach Tirschenreuth geflohen und kehrten wenig später zum Wiederaufbau der Gemeinschaft zurück. |
| 30  | Andreas Metzl              | 1512–1524      | |
| 31  | Nikolaus V. Seber          | 1524–1526      | Als der Bauernkrieg aufflammte, forderte Pfalzgraf Friedrich II. Nikolaus V. auf, das Kloster für pfälzische Truppen zu öffnen und ihm Kleinodien, Urkunden und Nahrungsvorräte zur sicheren Verwahrung zu übergeben. Dem kam der Abt nicht nach, denn es war vorhersehbar, dass der Pfalzgraf die Situation nutzte, um seinen Einfluss auf das Kloster auszubauen. Vielmehr floh Nikolaus V. am 11. Mai 1525 mit den wichtigsten Wertsachen in das Steinhaus nach Eger und später nach Petschau, wo er den Schutz durch die böhmische Krone erreichen wollte. Am 12. Mai stürmten 2000 aufständische Bauern das Kloster und bedienten sich vor allem in den Vorratskammern. Am 25. Mai wurde unter Vermittlung des Pfalzgrafen Friedrich II. in Tirschenreuth ein Vertrag ausgearbeitet, der den Forderungen der Bauern weit entgegenkam. Nikolaus V. erwirkte allerdings am 4. September 1526 vor dem Reichskammergericht in Speyer, dass das Kloster wieder seine ursprüngliche Autonomie erhielt. Nikolaus V. musste resignieren und wurde abgefunden. Er zog sich in das Steinhaus in Eger zurück. Der Pfalzgraf ließ jedoch entgegen dem Schiedsspruch pfälzische Beamte in Falkenberg, Neuhaus, Waldershof, Liebenstein und Hardeck zurück und künftige Äbte erkannten beim Amtsantritt die pfälzische Schutzherrschaft an. |
| 32  | Valentin Fischer           | 1526–1529      | |
| 33  | Georg II. Schmucker        | 1529–1531      | |
| 34  | Georg III. Agmann          | 1531–1537      | Georg, der sich dem Schutz der Krone Böhmens unterstellen wollte, wurde vom Pfalzgrafen Friedrich II. gefangen genommen. Er durfte nach seiner Freilassung nicht zurückkehren, wurde aber zum Abt von Kloster Walderbach gewählt. Er starb 1547 an der Pest. |

## Äbte nach dem Dreißigjährigen Krieg bis zur Säkularisation in Bayern (1690–1803)

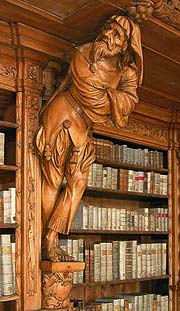
Der Ignorant, Holzfigur der Stiftsbibliothek Waldsassen

Nach dem Dreißigjährigen Krieg folgte im Zuge der Rekatholisierung eine Neubesiedlung des Klosters vom Kloster Fürstenfeld aus. Das Kloster hatte längst seine Reichsunmittelbarkeit verloren und unterstand dem bayerischen Kurfürsten. Dennoch erlebte es eine zweite Blütezeit, in der namhafte Künstler wie die Baumeister Abraham Leuthner oder Georg Dientzenhofer am Wiederaufbau beteiligt waren und die Stiftskirche entstand. Künstler, wie der Bildhauer Karl Stilp, der Maler Karl Hofreiter und der Stuckateur Jacopo Appiani schufen von 1724 bis 1726 die Stiftsbibliothek Waldsassen. Die Säkularisation in Bayern 1803 bedeutete das jähe Ende des Klosterlebens. Die Angaben zu den Äbten sind der Festschrift des Stiftlandmuseums anlässlich der 875-Jahr-Feier des Klosters entnommen.
| Nr. | Name                        | Amtszeit      | Anmerkung |
| --- | --------------------------- | ------------- | --- |
| 01  | Martin Dallmayr (Dallmayer) | ca. 1670–1690 | Martin Dallmayr war seit 1640 Abt des Klosters Fürstenfeld. Unter seiner Aufsicht erfolgte 1661 eine Wiederbesiedlung der Zisterze Waldsassen. Ab 1670 erscheint Abt Martin in Urkunden sowohl als Abt von Fürstenfeld als auch von Waldsassen. 1681 begann er mit dem Neubau der barocken Stiftskirche, der romanische Vorgängerbau aus dem 12. Jahrhundert wurde vorher vollständig abgetragen. |
| 02  | Albert Hausner              | 1690–1710     | Albert Hausner legte im Kloster Fürstenfeld 1665 sein Ordensgelübde ab. Er studierte Theologie an der Universität Ingolstadt und erhielt 1674 die Priesterweihe. Er war als Pfarrvikar von 1676 bis 1690 Präses der örtlichen Rosenkranzbruderschaft. In seiner Wirkungszeit als Abt wurde die Stiftkirche vollendet, ebenso die Dreifaltigkeitskirche Kappl. Während des Spanischen Erbfolgekrieges hielten sich 1703/1704 Truppen des Grafen Hermann Otto II. von Limburg-Styrum im Stiftland auf und verursachten dem Kloster hohe Kosten. Die Stiftskirche wurde 1704 durch Weihbischof Franz Ferdinand von Rummel geweiht. |
| 03  | Anselm Schnaus              | 1710–1724     | Anselm Schnaus gelangte vom Kloster Fürstenfeld nach Waldsassen, wo er auch Kastner und Baudirektor war und 1711 vom Abt des Klosters Aldersbach zum Abt von Waldsassen geweiht wurde. Durch Verhandlungen gewann er mehrere ehemalige Klosterpfarreien zurück. Es verwirklichte verschiedene Baumaßnahmen und die Zahl der Novizen stieg an. |
| 04  | Eugen Schmid                | 1724–1744     | Eugen Schmid war seit 1714 der Stadtpfarrer von Tirschenreuth, als Abt übernahm er, anders als seine Vorgänger, ein lebendiges und gut ausgestattetes Kloster, so dass er sich auf wirtschaftliche und seelsorgerische Aspekte konzentrieren konnte. Er ließ von 1724 bis 1726 die Stiftsbibliothek ausbauen. 1734 wurde er zum Generalvikar und Visitator der Provinz Bayern ernannt und wohnte 1738 dem Generalkapitel des Zisterzienserordens im Kloster Cîteaux bei. |
| 05  | Alexander Vogel             | 1744–1756     | Alexander Vogel stammte aus Sagan, heute Żagań, in Schlesien. In Verhandlungen mit Rom sorgte er für die Ausstattung der Gnadenkapelle in Tirschenreuth und der Stiftsbasilika Waldsassen mit weiteren Katakombenheiligen. Gesundheitlich angeschlagen zog er sich in den letzten Lebensjahren nach Wondreb zurück, wo er bereits als Pfarrvikar tätig gewesen war. Dort starb er auch. |
| 06  | Wigand Deltsch              | 1756–1792     | Wigand Deltsch war der erste Abt nach der Wiedergründung des Klosters, der im Stiftland geboren war. Als Bauherr setzte er mehrere Baumaßnahmen um, z. B. den Pfarrhof Wurz und St. Laurentius in Stein. Die aufkommende Aufklärung, das antikirchliche Denken und der Druck, den der Staat auf die Klöster ausübte, zeichneten sich zum Ende seiner Amtszeit ab. |
| 07  | Athanasius Hettenkofer      | 1793–1803     | Athanasius Hettenkofer sah sich im Zuge der Aufklärung auch antikirchlichen Tendenzen ausgesetzt und mit dem neuen bayerischen Kurfürsten Maximilian I. Joseph erhöhte sich ab 1799 der Druck des Staates auf das Kloster weiter. Minister Maximilian von Montgelas beschränkte zunehmend die Freiheiten des Klosters und löste es im Zuge der Säkularisation in Bayern 1803 auf, der Besitz wurde eingezogen. |

## Äbtissinnen bis heute (seit 1925)
Der Regensburger Bischof Ignatius von Senestrey förderte den Neubeginn, der mit einer Neubesiedlung durch Zisterzienserinnen vom Kloster Seligenthal aus erfolgte. Die Angaben zu den Äbtissinnen sind der Festschrift des Stiftlandmuseums anlässlich der 875-Jahr-Feier des Klosters entnommen.
| Nr. | Name                   | Amtszeit  | Anmerkung |
| --- | ---------------------- | --------- | --- |
| 01  | Richmunda Herrnreither | 1925–1951 | Richmunda Herrnreither kam 1881 nach Waldsassen. Sie war als Lehrerin und Priorin tätig. Für „Heimatverdienste während der Kriegszeit“ wurde sie 1916 mit dem König Ludwig-Kreuz ausgezeichnet. 1925 erhob der Regensburger Bischof Anton von Henle die beiden Klöster Seligenthal und Waldsassen zu selbständigen Abteien, Richmunda Herrnreither wurde am 26. Januar 1925 zur ersten Äbtissin gewählt. Zusammen mit Zisterzienserinnen vom Kloster Thyrnau reiste sie 1929 im missionarischen Auftrag zum Kloster Apolo in Bolivien und später zum Colegio Ave Maria in La Paz. In der Zeit der NS-Diktatur war das Kloster gezwungen, 1941 die Mädchenmittelschule aufzulösen, erst nach dem Krieg wurde der Schulbetrieb wieder aufgenommen. 1951 legte Richmunda Herrnreither ihr Amt nieder und verstarb hochbetagt 1959. |
| 02  | Raphaela Beck          | 1951–1974 | Raphaela Beck wurde bei den Ursulinen in Würzburg ausgebildet. Während des Zweiten Weltkrieges arbeitete sie in einem Lazarett in Marienbad. Die wirtschaftliche Situation erforderte die Einstellung des Betriebs von Klosterbrauerei und Klostermühle. Auch der Ordensnachwuchs entwickelte sich rückläufig, so dass die Mädchenvolksschule nicht mehr mit einer Ordensfrau besetzt werden konnte. Im Zeichen des Zweiten Vatikanischen Konzils wurden Reformen eingeleitet. Beck wurde in den 1960er Jahren mit dem Bayerischen Verdienstorden ausgezeichnet. |
| 03  | Immaculata Baumann     | 1974–1992 | In der Zeit der NS-Diktatur musste sie ihre Arbeit als Lehrerin an der Mädchenvolksschule unterbrechen. Sie war dann Verwalterin der Klostermühle, Präfektin des Internats, Priorin und Cellerarin. Die Benediktion erfolgte durch den Regensburger Bischof Rudolf Graber und im Beisein des Generalabtes Sighard Kleiner. Für ihr kulturelles Engagement erhielt sie verschiedene hochrangige Auszeichnungen, darunter das Bundesverdienstkreuz am Bande, die Medaille für vorbildliche Heimatpflege, den Bayerischen Verdienstorden und das Ehrenbürgerrecht der Stadt Waldsassen. Ihre unmittelbaren Nachfolgerinnen waren die Administratorinnen Columba Baumgartner (1992/1993) und Benedikta Schedl (1994/1995). |
| 04  | Laetitia Fech          | seit 1995 | Laetitia Fech trat 1979 in die Zisterzienserinnenabtei Lichtenthal ein. Sie arbeitete als Meisterin in der Paramentenstickerei. Die Denkmalschutzmedaille wurde ihr als Äbtissin zugesprochen, weil es ihr bei den Instandsetzungsarbeiten gelungen war, die Funktionsfähigkeit von Kloster, Schule und allgemein zugänglichen Bereichen unter Berücksichtigung des Denkmalschutzes zu erhalten. Eine besondere Errungenschaft war die Errichtung der Begegnungsstätte Haus St. Josef im bis dahin unvollendet gebliebenen Westhof mit seinen spätmittelalterlichen Elementen. 2010 wurde der Pilgerweg Via Porta eingeweiht. |